# Барт, Рихард
Рихард Барт (нем. Richard Barth; 5 июня 1850, Гросс-Ванцлебен, ныне в составе города Ванцлебен-Бёрде — 25 декабря 1923, Марбург) — немецкий скрипач, дирижёр и композитор.
Сын предпринимателя, занимавшегося производством фарфора. Начал учиться музыке в Магдебурге у Конрада Бека, в семилетнем возрасте дебютировал на публике. В 1863—1867 гг. занимался в Ганновере под руководством Йозефа Иоахима. По окончании обучения был приглашён Ю. О. Гриммом в оркестр в Мюнстере. В 1870-е гг. сблизился с Иоганнесом Брамсом, в 1881 г. исполнял его скрипичный концерт с композитором в роли дирижёра. С 1882 г. концертмейстер оркестра в Крефельде. Как исполнитель привлекал внимание тем, что, будучи левшой, держал смычок в левой руке (следствие травмы в раннем детстве); к концу 1880-х гг. воспаление сухожилий положило конец исполнительской карьере Барта, хотя и в дальнейшем он периодически выступал как скрипач, в том числе неоднократно частным порядком совместно музицируя с Брамсом.
В 1887—1894 гг. музыкальный руководитель Марбургского университета, с 1889 г. профессор. В 1905 г. получил от университета докторскую степень honoris causa. По рекомендации Брамса в 1894 году был назначен музыкальным руководителем оркестра Общества гамбургских друзей музыки, который и возглавлял до 1904 года. В Гамбурге также вёл преподавательскую деятельность, руководил Гамбургским хором учителей, с которым выступал вплоть до 1913 года. В 1922 г. переехал к дочери в Марбург.
Автор пяти сонат для скрипки и фортепиано, струнного квартета, разнообразных скрипичных, фортепианных, вокальных и хоровых сочинений, из которых наибольшей известностью пользуется Чакона для скрипки соло Op.21 (записана Дженнифер Ко). Написал также пространную книгу «Иоганнес Брамс и его музыка» (нем. Johannes Brahms und seine Musik), опубликовал переписку Брамса и Гримма. В 1916 г. издал книгу мемуаров (нем. Meine Lebensgeschichte).